# Венеційське гетто
45°26′43″ пн. ш. 12°19′35″ сх. д. / 45.445277777778° пн. ш. 12.326388888889° сх. д.
Венеційське гетто (італ. Ghetto di Venezia) — історична місцевість, ізольована каналами ділянка землі в районі Каннареджо в Венеції.
Євреї з'явились у Венеції на початку XII ст. і селились в основному на острові Джудекка. 1516 року на вимогу папи про вигнання євреїв із Венеції, Рада Десяти прийняла компромісне рішення поселити їх всіх на острові в районі Каннареджо, відомому як Getto Nuovo — нова плавильня. Надалі назва стала використовуватись і для інших єврейських анклавів (див. гетто).
Венеційське Гетто оточено каналами і зв'язано із іншою Венецією трьома мостами, які ввечері закривались воротами. Євреям, за винятком лікарів, було заборонено покидати Гетто вночі, охорону воріт і оточуючих каналів несла християнська сторожа. З часом євреям було дозволено покидати Гетто при умові спеціальних головних уборів і розпізнаваючих знаків жовтого кольору. Заборона на професії для євреїв не розповсюджувалась на мануфактуру, лихварство і медицину. Також євреям заборонялось мати нерухомість. Оскільки євреям не дозволялось займатись образотворчим мистецтвом, синагоги в Гетто проектувались християнськими архітекторами.
Зростаюча чисельність євреїв в Гетто привела до побудови високих споруд до 8 поверхів, т. зв. венеційських хмарочосів. В 1541 до району додалось Старе Гетто (італ. Ghetto Vecchio), а в 1633 році Найновіше Гетто (італ. Ghetto Novissimo). На той час єврейське населення Венеції перевищувало 5000 чоловік і складалось із двох общин: ашкеназької і сефардської. Згодом, в гетто існували 5 синагог для різних єврейських общин.
В 1797 Наполеон ліквідував ворота Гетто, але після приходу австрійців вони були відновлені. В 1866 ворота були остаточно демонтовані.
Досі в Гетто збереглась кам'яна плита (при вході з Фондамента ді Каннареджо), на якій роз'яснюється покарання, котрому буде підданий вихрещений єврей, який продовжує таємно дотримуватись юдейських обрядів.